# Antonio Asensio Mosbah
Antonio Asensio Mosbah (Barcelona, 1981) és un empresari català. Ha presidit el Consell d'Administració del Grupo Zeta des del 2009, quan va substituir en el càrrec Francisco Matosas, fins al 2019, quan l'empresa fou comprada per Prensa Ibérica. És fill del fundador de Grupo Zeta, Antonio Asensio Pizarro, mort l'abril del 2001, i de Chantal Mosbah.

## Biografia
Antonio Asensio Mosbah és llicenciat en Ciències Empresarials per la Universitat de Barcelona. Es va incorporar com a membre del Consell d'Administració del Grup Zeta l'any 2000, amb poc més de divuit anys, i des de llavors ha exercit labors d'alta direcció. L'abril del 2009 es va casar amb Irene Salazar Grau.

## Trajectòria
L'any 2004 va ser nomenat vicepresident executiu del Grupo Zeta, i des del 2009 ha presidit el Consell d'Administració, després d'una etapa en la vicepresidència. El 2013, amb motiu del refinançament del deute del grup, Antonio Asensio Mosbah, fill i hereu de l'empresari fundador, Antonio Asensio, va renunciar a comprometre més patrimoni familiar per salvar la companyia. El 2008 va estar a punt de vendre l'empresa en una frustrada operació que va intentar formalitzar amb l'empresari siderúrgic extremeny Alfonso Gallardo.
Finalment, l'abril del 2019 Grupo Zeta va ser comprat pel grup Prensa Ibérica. S'ha interpretat en aquesta decisió la voluntat de l'editor de desprendre's del negoci de la premsa i apostar pel mercat audiovisual. L'operació va comportar que Asensio Mosbah rebés una prima de 10 milions d'euros.